# Hilaire Ledru
Pour les articles homonymes, voir Ledru.
Hilaire Ledru, né le 19 février 1769 à Oppy et mort le 29 avril 1840 à Paris, est un peintre français.

## Biographie

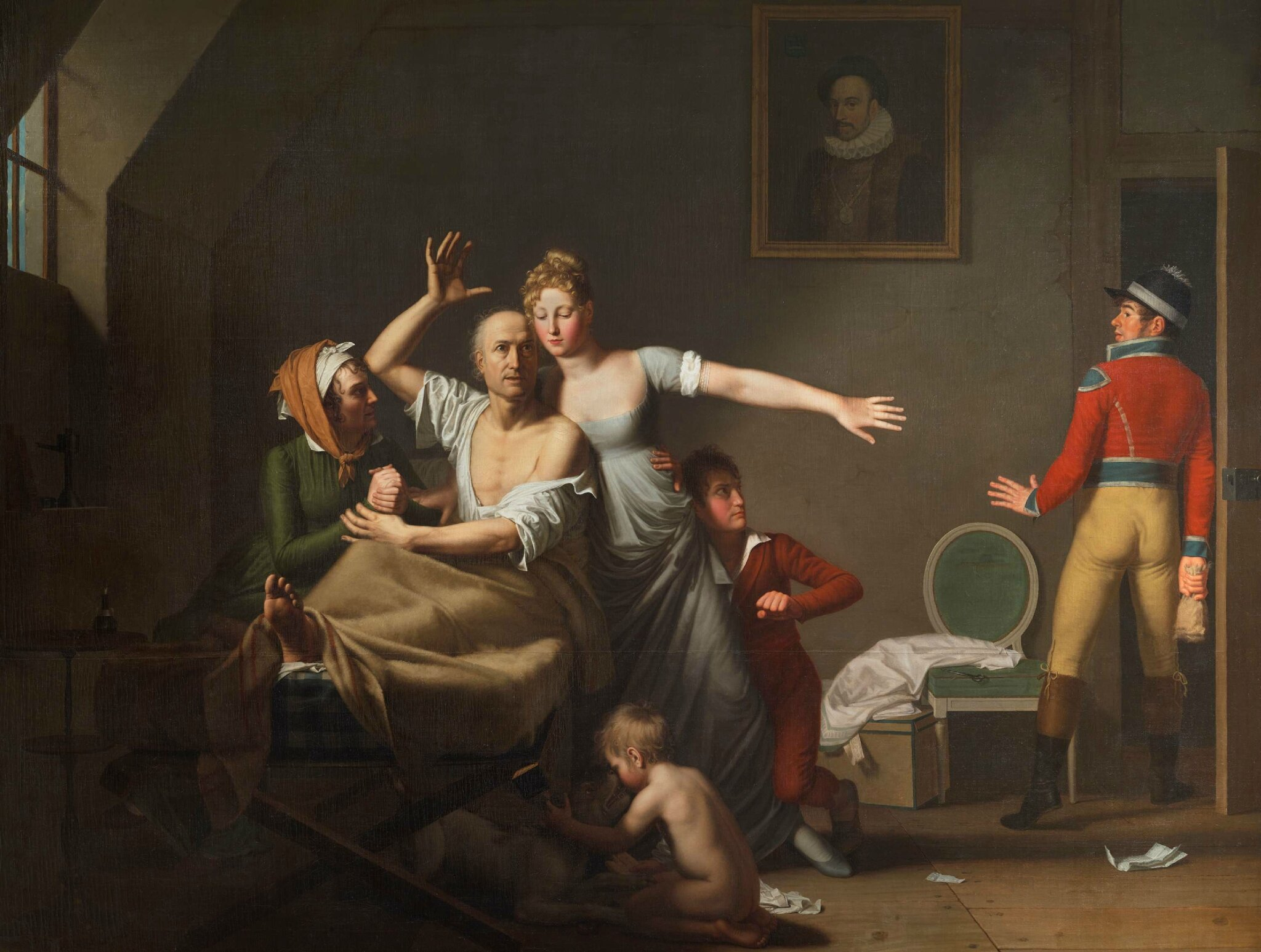
Indigence et Honneur, 1804, The Horvitz Collection, Wilmington.

Fils d’un pauvre charpentier, Nicolas Philippe Ledru, et d’Anne Joseph Barbier, Hilaire Ledru garda des troupeaux pendant sa jeunesse. Il apprit à lire seul et montra de bonne heure des dispositions singulières pour l’art du dessin. Faute de crayons, en raison de sa pauvreté, il se mit à écrire et à dessiner sur la poussière avec une baguette puis à charbonner des portraits sur les murs blanchis de chaux de la maison paternelle.
Le seigneur du lieu, Delahaye de Gricourt, ayant trouvé son talent prometteur, le plaça à l’Académie de dessin de Douai où il eut comme professeur le peintre Caullet. Il y fit de rapides progrès et alla ensuite à Paris achever de sérieuses études de peinture. Il connut des succès, et des hommes haut placés l’encouragèrent, mais son imprévoyance lui fit négliger le soin d’amasser un peu de fortune pour les jours malheureux.
Ledru était un ami de Joseph Lesurques — un autre douaisien — et a été entendu comme témoin de la défense dans le premier procès de l'affaire du courrier de Lyon en 1796. Il a peint la dernière rencontre entre Lesurques et sa famille avant son exécution.
Il revint à Douai pour se marier avec Marie-Anne Durand. Après sa mort au 6, boulevard Poissonnière, il fut enterré au cimetière de Montmartre.

## Œuvres

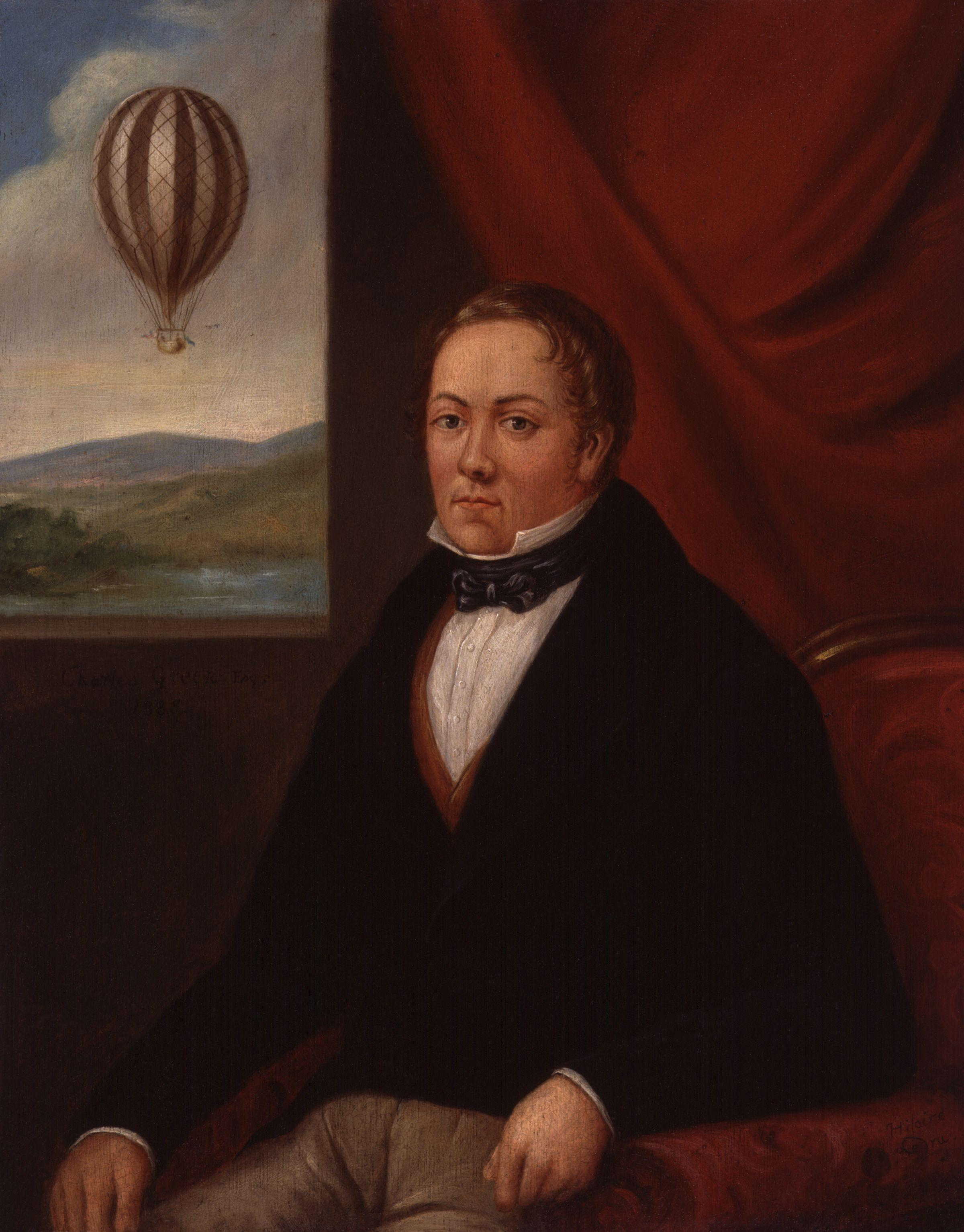
Charles Green, 1835, Londres, National Portrait Gallery.

- Les Pénibles Adieux, 1795, localisation inconnue, gravé par Desnoyers en 1802.
- La Mort de la Marmotte, dessin, 1799, localisation inconnue.
- Une Querculane, 1802, localisation inconnue.
- Indigence et Honneur, Salon de 1804, localisation inconnue[8].
- La Jeune Mère, Salon de 1806, localisation inconnue.
- Le Vieux Porteur d'eau défaillant, 1822, palais des Beaux-Arts de Lille[9]
- L’Accordée de village, 1825, exposé à Douai, localisation inconnue.
- Le Vieux Porteur d’eau, 1825, exposé à Lille, localisation inconnue.
- Les Adieux de Louis XVI à sa famille, localisation inconnue.
- Une femme avec son enfant auprès d’une tombe[10], musée de la Chartreuse de Douai.

Ledru a aussi réalisé un grand nombre de portraits, notamment ceux du général Delcambre, du comte d’Haubersart, du comte Merlin et de Barras.